# زخم دهانه رحم

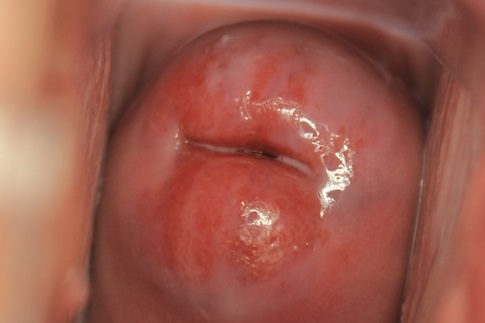
عکس زخم دهانه رحم

زخم دهانه رحم یا بیرون زدگی رحم (انگلیسی: Cervical ectropion) حالتی است که در آن سلول‌های استوانه ای داخلی رحم به سمت بیرون حرکت کرده‌اند و به‌صورت بافت مخملی و قرمز رنگ مشاهده می‌شود. بافتی که به بیرون گسترش پیدا می‌کند، «اکتروپیون» نام دارد. سطح خارجی دهانه رحم (سرویکس) توسط سلول‌های بافت پوششی یا اپی تلیال سنگفرشی و سطح داخلی آن توسط بافت پوششی استوانه ای یا گلاندولار پوشیده شده‌است. محل تلاقی این دو سلول ناحیه تبدیلی نام دارد و منشأ بیشتر سرطان‌های دهانه رحم است.

## علائم و نشانه‌ها
بسیاری از افراد هیچ علائمی را تجربه نمی‌کنند. با این حال، علائم اصلی زخم دهانه رحم شامل یک لکه قرمز و ملتهب در گردن رحم است که با انجام معاینه پزشکی تشخیص داده می‌شود. این حالت به خاطر تحریک پذیری زیاد سلول‌های موجود در این ناحیه است. گاهی اوقات نیز علائم زیر را مشاهده می‌کنند:
- درد و خونریزی در طول یا بعد از رابطه جنسی
  - درد در حین غربالگری دهانه رحم یا بعد از آن
  - ترشحات مخاطی شفاف واژن
  - لکه بینی بین پریودها
  - بی نظمی پریودی
  - عفونت مکرر

## علت
اکتروپیون سرویکس یا بیرون زدگی رحم ممکن است از همان ابتدا و در بدو تولد به‌صورت مادرزادی وجود داشته باشد. اما ممکن است به دلایل زیر هم زخم دهانه رحم ایجاد شود:
- تغییرات هورمونی در دوران بلوغ
  - مصرف قرص‌های ضدبارداری حاوی استروژن
  - عفونت‌های طولانی مدت و مکرر رحم
  - بالا رفتن هورمون‌های زنانه
  - بارداری

## نحوه تشخیص
خیلی از خانم‌ها به‌صورت اتفاقی هنگام معاینه زنان با ابزاری به نام اسپکولوم، متوجه بافت ملتهب و قرمز دهانه رحم می‌شوند. گاهی اوقات نیز پزشک با توجه به علائم مشاهده شده، یک آزمایش پاپ اسمیر را بررسی بهتر عفونت‌های احتمالی و سلول‌های غیرطبیعی رحم تجویز می‌کند.

## درمان
اکثر خانم‌ها نیازی به درمان این بیماری ندارند. اما اگر زخم دهانه رحم همراه با ترشحات عفونی باشد باید ابتدا از درمان آنتی‌بیوتیکی شروع کرد. اگر بعد از چند دوره درمان، ترشحات همچنان ادامه داشت، پزشک از سایر روش‌ها مانند کرایو (فریز یا انجماد دهانه رحم)، کوتر (سوزاندن) یا لیزر استفاده می‌کند.

## زخم دهانه رحم و سرطان
ظاهر قرمز و ملتهب دهانه رحم در افرادی که به این بیماری مبتلا هستند ممکن است شبیه علائم اولیه سرطان دهانه رحم باشد. با این حال لزوماً نشانه سرطان نیست. اما اگر کسی در کنار زخم دچار لکه بینی یا درد گردن رحم باشد، پزشک معاینه لگنی را انجام می‌دهد یا یک تست پاپ اسمیر را برای رد کردن احتمال سرطان دهانه رحم تجویز می‌کند.